# Slippery When Wet
Slippery When Wet è il terzo album in studio dei Bon Jovi, pubblicato nel 1986 dalla Mercury Records. Il disco di maggior successo del gruppo, restò 8 settimane consecutive in vetta alla Billboard 200 e arrivò a vendere circa 33 milioni di copie nel mondo, di cui circa 15 nei soli Stati Uniti, ricevendo un disco d'oro e un totale di 15 dischi di platino. Nel 1987, risultò essere l'album più venduto dell'anno negli Stati Uniti d'America e attualmente è il 14º disco più venduto di tutti i tempi e soprattutto uno dei dischi di riferimento per il Pop Rock degli anni '80. L'uscita dell'album fu supportata dalla registrazione Slippery When Wet: The Videos, una raccolta dei videoclip promozionali estratti dal disco.
Da Slippery When Wet furono estratti quattro singoli: You Give Love a Bad Name, Livin' on a Prayer, Wanted Dead or Alive, e Never Say Goodbye - i primi tre riuscirono tutti a raggiungere le prime dieci posizioni della Billboard Hot 100, permettendo a tale disco di diventare il primo album hard rock nella storia della musica ad aver avuto tre hit nella top 10 in classifica.

## Genesi e contesto
Dopo lo scarso successo, soprattutto di critica, ottenuto dal loro disco precedente (7800° Fahrenheit), i Bon Jovi decisero di cambiare completamente approccio per il loro terzo album. Per prima cosa, si avvalsero della collaborazione del compositore Desmond Child nella stesura dei brani e, inoltre, cambiarono produttore assumendo Bruce Fairbairn, che andò a sostituire Tony Bongiovi. Iniziarono dunque le sessioni di registrazione presso i Little Mountain Sound Studios a Vancouver, in Canada, a cui prese parte anche Bob Rock in qualità di ingegnere del suono.
Gran parte del contenuto dell'album è stato scritto da Jon Bon Jovi e Richie Sambora, ad eccezione di You Give Love a Bad Name, Livin' on a Prayer, e Without Love, che sono state co-scritte dal già citato Desmond Child. Questi fu introdotto dalla Mercury Records allo scopo di aiutare Jon e Richie nella stesura di alcuni brani. Era la prima volta che Child collaborava con i due, e per farlo dovette raggiungerli in New Jersey, dove lavorarono insieme nel seminterrato della casa della madre di Sambora.
Inizialmente, Jon Bon Jovi non era molto convinto del fatto d'inserire Livin' on a Prayer all'interno del disco, dal momento che non era rimasto soddisfatto dalle varie demo del brano (una di queste la si può trovare come traccia fantasma del quarto disco nel box set 100,000,000 Bon Jovi Fans Can't Be Wrong del 2004). Desmond Child, non era affatto d'accordo con Jon, anzi era convinto che con questa canzone i Bon Jovi avrebbero sicuramente potuto sfondare in modo definitivo nel mondo della musica. Dello stesso avviso era anche Richie Sambora, che alla fine riuscì a convincere Jon a inserire il brano nell'album e, visto l'enorme successo avuto poi dal singolo, ad avere ragione.
Una delle tante canzoni scritte durante la realizzazione dell'album è stata Edge of a Broken Heart, non comparsa poi nella versione finale del disco. La canzone fu pubblicata per la prima volta nel 1987 come colonna sonora del film Disorderlies e, successivamente, fu inserita dal gruppo nel già citato box set 100,000,000 Bon Jovi Fans Can't Be Wrong del 2004 e nel CD Bonus dell'edizione speciale del primo greatest hits del gruppo, Cross Road, del 1994.

### Nome e copertina dell'album
Così il tastierista David Bryan ha commentato il periodo di registrazione del disco:

## Promozione
Per promuovere l'album, il gruppo intraprese lo Slippery When Wet Tour, partito il 14 luglio 1986 dal Pacific Coliseum di Vancouver, e conclusosi il 17 ottobre 1987 al Neal S. Blaisdell Center di Honolulu.

## Accoglienza
| Recensione       | Giudizio      |
| ---------------- | ------------- |
| Piero Scaruffi   |               |
| Robert Christgau | (B-)          |
| All Music        |               |
| Rolling Stone    | (sfavorevole) |
| 24.000 dischi    |               |

Slippery When Wet fu un enorme successo commerciale. Tra il 1986 e il 1987, infatti, produsse una serie incredibile di singoli di successo, tra cui tre giunti nella top 10 della Billboard Hot 100, due dei quali (You Give Love a Bad Name e Livin' on a Prayer) arrivarono anche in prima posizione, rendendo i Bon Jovi la prima band hard rock ad aver avuto due primi posti consecutivi in classifica. Inoltre, sempre in tale classifica, fu il primo album nel suo genere ad aver avuto tre singoli nelle prime dieci posizioni. Il disco ebbe anche una notevole capacità di resistenza, con 38 settimane di permanenza all'interno della Billboard 200, di cui 8 in vetta alla classifica (primo album dei Bon Jovi a riuscirci). Risultò essere il disco più venduto negli Stati Uniti nel 1987, dove fu certificato disco d'oro e ben 12 volte disco di platino dalla RIAA per aver venduto circa 12 milioni di copie solamente negli USA, risultando ancora oggi il 48º album con il maggior successo di sempre negli USA.
Nel Regno Unito, invece, Slippery When Wet raggiunse la posizione numero 6, stabilendo un totale di 123 settimane nella top 100, di cui 23 nella top 20. Risulta ancora oggi l'album dei Bon Jovi dal maggiore successo di sempre in Inghilterra, con oltre 1 milione di copie vendute e tre dischi di platino ricevuti. Altri riconoscimenti importanti arrivarono in Canada, disco di diamante, e Australia, 6 volte disco di platino.
La rivista Kerrang! lo ha definito il 44º "Album Heavy Metal più grande di tutti i tempi".
La sesta traccia dell'album, Raise Your Hands, appare in una scena del celebre film Balle spaziali di Mel Brooks.

## Tracce

### Edizione originale
LP (Mercury 830 264-1 [de] / EAN 0004228302641)
1. Let It Rock – 5:25 (Jon Bon Jovi, Richie Sambora)
2. You Give Love a Bad Name – 3:42 (Jon Bon Jovi, Richie Sambora, Desmond Child)
3. Livin' on a Prayer – 4:08 (Jon Bon Jovi, Richie Sambora, Desmond Child)
4. Social Disease – 4:18 (Jon Bon Jovi, Richie Sambora)
5. Wanted Dead or Alive – 5:10 (Jon Bon Jovi, Richie Sambora)
6. Raise Your Hands – 4:16 (Jon Bon Jovi, Richie Sambora)
7. Without Love – 3:30 (Jon Bon Jovi, Richie Sambora, Desmond Child)
8. I'd Die for You – 4:30 (Jon Bon Jovi, Richie Sambora, Desmond Child)
9. Never Say Goodbye – 4:48 (Jon Bon Jovi, Richie Sambora)
10. Wild in the Streets – 3:55 (Jon Bon Jovi)
11. Edge Of a Broken Heart – 4:33 (Jon Bon Jovi)
12. Borderline – 4:05 (Jon Bon Jovi, David Bryan)

### Special Tour Edition
L'11 maggio 2010 l'album è stato ripubblicato in Nord America, insieme ad altri 9 album in studio dei Bon Jovi. La nuova edizione dell'album è stata messa a disposizione del mercato internazionale il 14 maggio dello stesso anno, e prevede un nuovo artwork, oltre a 3 tracce bonus registrate dal vivo.
Tracce bonus della Special Tour Edition (Mercury / Island 06025 2736716 (UMG) / EAN 0602527367163)
1. You Give Love a Bad Name – 4:12 (Jon Bon Jovi, Richie Sambora, Desmond Child) – Live Version
2. Livin' on a Prayer – 5:32 (Jon Bon Jovi, Richie Sambora, Desmond Child) – Live Version
3. Wanted Dead or Alive – 5:24 (Jon Bon Jovi, Richie Sambora) – Live Acoustic Version

### Edizione speciale per il Giappone
Il 18 novembre 1998 è stata pubblicata in Giappone un'edizione speciale dell'album, contenente un CD bonus con 7 tracce.
CD bonus contenuto nell'edizione speciale per il Giappone (PHCR-90015/6)
1. Wanted Dead or Alive (Jon Bon Jovi, Richie Sambora) – Versione live, Wembley 1995
2. Livin' on a Prayer (Jon Bon Jovi, Richie Sambora, Desmond Child) – Versione live, USA 1987
3. You Give Love a Bad Name (Jon Bon Jovi, Richie Sambora, Desmond Child) – Versione live, USA 1987
4. Wild in the Streets (Jon Bon Jovi) – Versione live, Wembley 1995
5. Borderline (Jon Bon Jovi, Richie Sambora) – Studio Outtake
6. Edge of a Broken Heart (Jon Bon Jovi, Richie Sambora) – Studio Outtake
7. Never Say Goodbye (Jon Bon Jovi, Richie Sambora) – Versione acustica

### Versione DualDisc
Il 20 settembre 2005, a un anno dal 20º anniversario dell'album ed in concomitanza con la pubblicazione dell'album Have a Nice Day della band stessa, Slippery When Wet è stato ristampato in versione DualDisc. Il lato CD contiene una nuova versione rimasterizzata del disco, mentre il lato DVD ne propone una in Dolby 5.1 Surround. Il materiale audio si può sentire attraverso sia lettori DVD-Audio che DVD standard. Il lato DVD contiene tutti i cinque videoclip promozionali prodotti per l'album, e prevede anche del materiale bonus.
Tracce DVD (602498842577)
1. Let It Rock
2. You Give Love a Bad Name
3. Livin' on a Prayer
4. Social Disease
5. Wanted Dead or Alive
6. Raise Your Hands
7. Without Love
8. I'd Die for You
9. Never Say Goodbye
10. Wild in the Streets
11. You Give Love a Bad Name
12. Livin' on a Prayer
13. Wanted Dead or Alive
14. Never Say Goodbye
15. Wild in the Streets

## Formazione

### Bon Jovi
- Jon Bon Jovi - voce, chitarra, acustica, songwriting
- Richie Sambora - chitarra solista, acustica, talkbox, cori, voce, songwriting
- Alec John Such - basso, cori
- David Bryan - tastiere, cori
- Tico Torres - batteria

### Altro personale
- Bruce Fairbairn - produzione, percussioni, corni
- Bob Rock - ingegnere del suono
- Tim Crich- assistente ingegnere del suono
- Tom Keenlyside - corni
- Desmond Child - songwriting
- Bill Levy - copertina
- George Marino – ingegnere della masterizzazione
- Lema Moon – corni
- Mark Weiss - fotografia

## Classifiche

### Classifiche settimanali
| Classifica (1986-2022) | Posizione massima |
| ---------------------- | ----------------- |
| Australia              | 1                 |
| Austria                | 2                 |
| Canada                 | 1                 |
| Finlandia              | 1                 |
| Germania               | 11                |
| Giappone               | 10                |
| Grecia                 | 31                |
| Norvegia               | 1                 |
| Nuova Zelanda          | 1                 |
| Paesi Bassi            | 5                 |
| Regno Unito            | 6                 |
| Spagna                 | 8                 |
| Stati Uniti            | 1                 |
| Svezia                 | 3                 |
| Svizzera               | 1                 |

### Classifiche di fine anno
| Classifica (1986) | Posizione |
| ----------------- | --------- |
| Canada            | 58        |
| Regno Unito       | 26        |
| Classifica (1987) | Posizione |
| Australia         | 3         |
| Austria           | 10        |
| Canada            | 2         |
| Germania          | 14        |
| Nuova Zelanda     | 3         |
| Paesi Bassi       | 22        |
| Regno Unito       | 56        |
| Spagna            | 19        |
| Stati Uniti       | 1         |
| Svizzera          | 4         |
| Classifica (1988) | Posizione |
| Stati Uniti       | 98        |